# Le M de Marie
Le M de Marie sur la France, est la dénomination donnée par certains catholiques à un enchaînement de cinq grands lieux de pèlerinages mariaux, en France, des sanctuaires créés après cinq apparitions mariales qui se sont déroulées sur moins de 50 ans, de 1830 à 1876. Sur ce seul critère temporel et géographique, des chrétiens ont voulu voir un signe et créer un « itinéraire de pèlerinage » original, qui depuis quelques années commence à être parcouru et diffusé.
En 2020, une initiative de plus grande ampleur voit le jour, mobilisant des centaines de bénévoles réunis dans une association, afin de faire parcourir les 2 000 km qui relient les cinq sanctuaires mariaux, en partant des deux bouts du chemin (Lourdes et La Salette), et en se retrouvant au milieu (Pellevoisin), sur trois mois de pèlerinage, avec une calèche et une grande statue de Notre-Dame de France.

## Historique
Le XIXe siècle a vu se produire une série d'apparitions mariales dans le monde, dont un grand nombre en Europe. Sur la quinzaine d'apparitions plus ou moins reconnues par l'Église catholique de 1830 à 1933, cinq se sont produites sur le territoire français de 1830 à 1876, sur une période de 46 ans. Sur ces cinq apparitions, trois ont été officiellement reconnues comme « authentiques » par l’Église catholique (La Salette, Lourdes et Pontmain), deux autres n'ont pas été « officiellement reconnues », mais font l'objet d'un culte religieux largement soutenu et encouragé par l’Église (la rue du Bac à Paris, avec la médaille miraculeuse et Pellevoisin avec le scapulaire du Sacré-Cœur).
À noter que d'autres apparitions mariales reconnues officiellement (comme Notre-Dame du Laus), ou au culte très développé (comme Cotignac), se sont déroulées dans les siècles précédents, et ne sont pas ici prises en compte pour la seule raison chronologique.

## Symbolique géographique
Ces cinq points d'apparitions, positionnés sur une carte de France, peuvent être interprétés comme les sommets d'une lettre « M » que l'on pourrait tracer en les parcourant dans un ordre précis (Lourdes, Pontmain, Pellevoisin, Paris, La Salette). C'est ce qu'on fait ou remarqué « certains fidèles dévots », allant jusqu'à y voir un signe « particulier » que « la Vierge Marie aurait tracé sur la France ». Ce symbolisme géographique n'est repris que sur de rares sites officiels (comme celui du sanctuaire de Pellevoisin) ou paroisses.
Ce « M » étant interprété comme l'initiale du nom de la Vierge (Marie),,, ou plus rarement du mot « Miséricorde »,.

## Chemin de pèlerinage
Les premiers pèlerinages
Depuis quelques années, certains fidèles se sont lancés dans un périple visant à relier les cinq lieux de pèlerinage en traçant ce « M » sur la carte,. Que cela se fasse à moto, où même à vélo et en équipe, pour un périple de plus de 2 000 km.

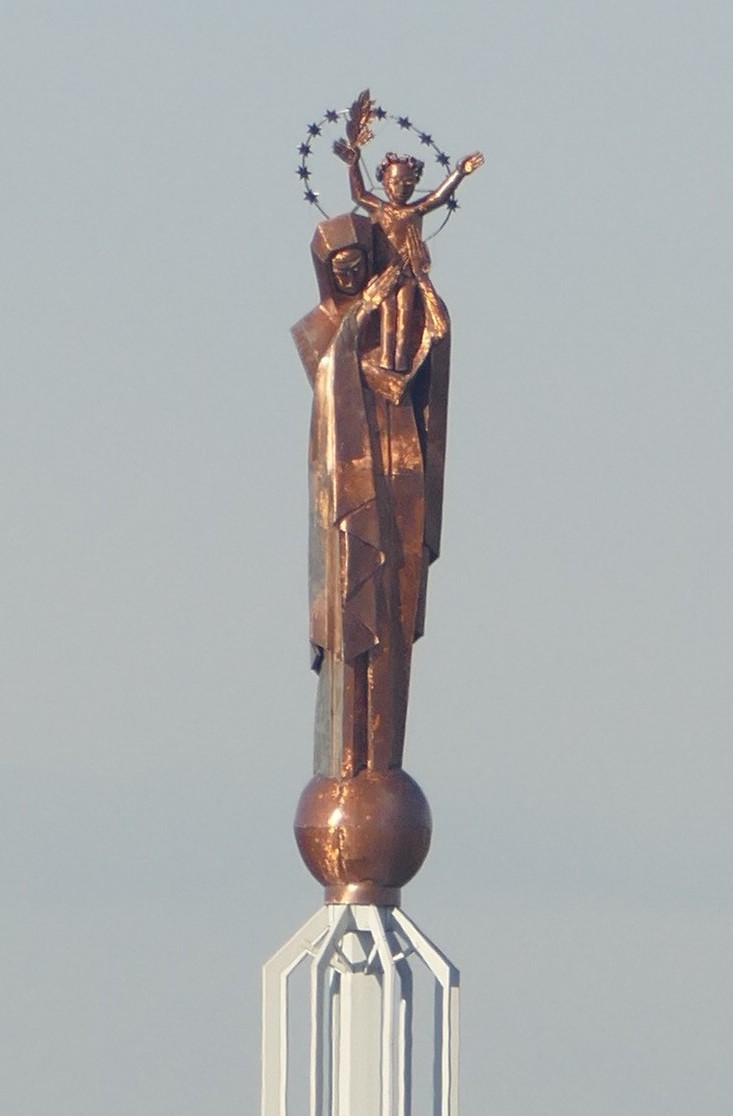
Statue de Notre-Dame de France, créée en 1937, et érigée à Baillet-en-France en 1988.

Pèlerinage de Notre-Dame de France en 2020
En 2020, un pèlerinage spécial est organisé par l'association fondée autour de Notre-Dame de France, avec des moyens plus importants, et une couverture médiatique importante sur le net,,. Une association spéciale est fondée pour organiser et gérer le pèlerinage de deux calèches tirées par des chevaux et convoyant deux « Vierges pèlerines », copies de la statue de Notre-Dame de France érigées à Baillet-en-France depuis octobre 1988.
Les deux calèches partant de La Salette et Lourdes, pour se retrouver toutes les deux à Pellevoisin, après avoir chacune parcouru la moitié du chemin, devaient partir début mai 2020. Du fait de la crise du covid, le départ a été reporté au 1er juin 2020. Ce pèlerinage, médiatisé dans les médias catholiques,, a fait également l'objet d'une écoute et diffusion dans la presse plus généraliste,,. L'organisation du périple a mobilisé plusieurs centaines de jeunes dans toute la France pour assurer le relais des équipages dans les calèches, ainsi que l'accueil et l'accompagnement des « pèlerins » tout au long de leur parcours,. Ce pèlerinage a donné lieu à des reportages vidéo sur des chaînes chrétiennes. D'après les organisateurs, se seraient 15 000 personnes qui devaient prendre part à l'ensemble du pèlerinage, en se relayant par groupes de 300 personnes. Le pèlerinage s'est terminé au Sanctuaire de Pellevoisin le 12 septembre 2020, où 3 000 pèlerins rassemblés ont accueilli les deux statues pèlerines. Le lendemain l'évêque Mgr Jérôme Beau est venu célébrer la messe,.
La pérennisation du chemin
A l'issue de l'opération qui s'est déroulée en 2020, l'idée a germée de « pérenniser l'itinéraire » qui pourrait ainsi devenir un classique de pèlerinage, comme le sont déjà les chemins de Compostelle.
Le projet d'installer une statue tous les 10 km le long du chemin a vu le jour pour matérialiser les étapes. En avril 2024 une dizaine de statues avaient déjà été érigées avec le projet d'en rajouter 35 d'ici la fin de l'année,. Pour promouvoir cette initiative, une opération a été lancée le 26 mai 2024, consistant à faire parcourir l’intégralité du chemin (de 2 000 km), découpé en tronçons de 10 km, par 200 équipes marchant en simultanées,,,. En avril 2024, les organisateurs précisaient que le tracé entre les points étape restait à définir. Et qu'il leur fallait encore « identifier un itinéraire qui emprunte en grande partie des chemins de randonnée. Ce sera une tâche de longue haleine ». Pour l'instant, un tracé fiable et pérenne reste à définir.